# Arielulus societatis
Arielulus societatis é uma espécie de morcego da família Vespertilionidae. É endêmica da Malásia peninsular.